# Diadegma suecicum
Diadegma suecicum är en stekelart som beskrevs av Horstmann 1973. Diadegma suecicum ingår i släktet Diadegma och familjen brokparasitsteklar. Arten är reproducerande i Sverige. Inga underarter finns listade i Catalogue of Life.